# Ласло Пешовнік
Ласло Пешовнік (угор. Pesovnik László dr., Megay László, 18 грудня 1901, Унгвар, Закарпаття, Австро-Угорщина — 11 березня 1959) — колишній угорський футболіст. Грав на позиції півзахисника. Вісім разів виступав за національну збірну Угорщини з футболу (1925-1928).

## Клубна кар'єра
Свій шлях у футбол розпочав в дитячих і юнацьких командах «УАК» (Унгвар). У 18-річному віці вже грав в основному складі команди, котра тоді брала участь у чемпіонаті краю та у східній групі угорської першості. У 1920 р. він поступив на юридичний факультет Будапештського університету імені Петера Пазмань, після закінчення якого одержав диплом юриста. У студентські роки виступав за першоліговий «БЕАК», а пізніше за професіональні команди клубів «Шабарія» та «Шомодь». Завдяки відмінній фізичній підготовці завжди був надійним і потужним членом команди, відрізнявся великою різноманітністю гри, відмінно володів прийомами відбору м'яча та протягом усього матчу підключався до атаки. Після завершення активної футбольної кар'єри повернувся до рідного міста, де у перший половині сорокових років працював на різних керівних посадах в органах виконавчої влади та місцевого самоврядування. 

## Виступи у збірній Угорщиини
| 01. | 12.07.1925 | Стокгольм | Центральний стадіон | Угорщина       | 2-6  | Товариський матч |  |  |  |
| 02. | 19.07.1925 | Краків    | Центральний стадіон | Угорщина       | 2-0  | Товариський матч |  |  |  |
| 03. | 20.09.1925 | Будапешт  | Центральний стадіон | Австрія        | 1-1  | Товариський матч |  |  |  |
| 04. | 26.12.1926 | Порту     | Центральний стадіон | Угорщина       | 3-3  | Товариський матч |  |  |  |
| 05. | 12.06.1927 | Будапешт  | Центральний стадіон | Франція        | 13-1 | Товариський матч |  |  |  |
| 06. | 25.09.1927 | Загреб    | Центральний стадіон | Угорщина       | 1-5  | Товариський матч |  |  |  |
| 07. | 22.04.1928 | Будапешт  | Центральний стадіон | Чехословаччина | 2-0  | Кубок Європи     |  |  |  |
| 08. | 06.05.1928 | Будапешт  | Центральний стадіон | Австрія        | 5-5  | Товариський матч |  |  |  |

## Досягнення
- Перша угорська футбольна ліга
  - 4 місце (1): 1926/1927